# Stylopage anomala
Stylopage anomala är en svampart som beskrevs av S.N. Wood 1983. Stylopage anomala ingår i släktet Stylopage och familjen Zoopagaceae.   Inga underarter finns listade i Catalogue of Life.